# Ich bin ein guter Hirt
Ich bin ein guter Hirt (Io sono un buon pastore), BWV 85, è una cantata sacra di Johann Sebastian Bach. La compose a Lipsia per la seconda domenica dopo Pasqua e la eseguì per la prima volta il 15 aprile 1725.

## Struttura
La cantata in sei movimenti è scritta per quattro solisti vocali (soprano, contralto, tenore e basso), un coro a quattro voci solo nel corale, due oboi, due violini, viola, violoncello piccolo e basso continuo.
- Aria (basso): Ich bin ein guter Hirt;
- Aria (contralto): Jesus ist ein guter Hirt;
- Corale (soprano):  Der Herr ist mein getreuer Hirt;
- Recitativo (tenore): Wenn die Mietlinge schlafen;
- Aria (tenore): Seht, was die Liebe tut;
- Corale (coro): Ist Gott mein Schutz und treuer Hirt.